# Experimento de campo
Los experimentos de campo, como los experimentos de laboratorio, asignan aleatoriamente a los sujetos (u otras unidades de muestreo) a grupos de tratamiento o de control para evaluar las afirmaciones de relaciones causales. La asignación aleatoria ayuda a establecer la comparabilidad del grupo de tratamiento y control, de modo que cualquier diferencia entre ellos que surja después de que el tratamiento haya sido administrado refleje de manera plausible la influencia del tratamiento en lugar de las diferencias preexistentes entre los grupos. Las características distintivas de los experimentos de campo son que se llevan a cabo en entornos del mundo real y, a menudo, discretamente. Esto contrasta con los experimentos de laboratorio, que imponen el control científico al probar una hipótesis en el entorno artificial y altamente controlado de un laboratorio. Los experimentos de campo también tienen algunas diferencias contextuales de los experimentos y cuasiexperimentos que ocurren naturalmente. Si bien los experimentos que se producen naturalmente dependen de una fuerza externa (por ejemplo, un gobierno, una organización sin fines de lucro, etc.) que controla la asignación e implementación del tratamiento de aleatorización, los experimentos de campo requieren que los investigadores retengan el control sobre la aleatorización y la implementación. Los cuasiexperimentos se producen cuando los tratamientos se administran de forma aleatoria (por ejemplo, distritos del Congreso de EE. UU. donde los candidatos ganan con márgenes reducidos, patrones climáticos, desastres naturales, etc. ) 
Los experimentos de campo abarcan una amplia gama de diseños experimentales, cada uno con diversos grados de generalidad. Algunos criterios de generalidad (por ejemplo, autenticidad de los tratamientos, participantes, contextos y medidas de resultado) se refieren a las similitudes contextuales entre los sujetos de la muestra experimental y el resto de la población. Se utilizan cada vez más en las ciencias sociales para estudiar los efectos de las intervenciones relacionadas con las políticas en ámbitos como la salud, la educación, la delincuencia, el bienestar social y la política. 

## Características
Bajo asignación aleatoria, los resultados de los experimentos de campo reflejan el mundo real porque los sujetos se asignan a grupos basados en probabilidades no deterministas. Otros dos supuestos centrales subyacen a la capacidad del investigador para recopilar resultados potenciales imparciales: excluibilidad y no interferencia. El supuesto de excluibilidad establece que el único agente causal relevante es a través de la recepción del tratamiento. Las asimetrías en la asignación, administración o medición de los grupos de tratamiento y control violan este supuesto. El supuesto de no interferencia, o Supuesto de valor de tratamiento de unidad estable (SUTVA), indica que el valor del resultado depende solo de si el sujeto recibe o no el tratamiento y no si otros sujetos están asignados o no al tratamiento. Cuando se cumplen estos tres supuestos básicos, es más probable que los investigadores proporcionen estimaciones imparciales a través de experimentos de campo. 
Después de diseñar el experimento de campo y reunir los datos, los investigadores pueden usar pruebas de inferencia estadística para determinar el tamaño y la fuerza del efecto de la intervención en los sujetos. Los experimentos de campo permiten a los investigadores recopilar diversas cantidades y tipos de datos. Por ejemplo, un investigador podría diseñar un experimento que use información previa y posterior al ensayo en un método de inferencia estadística apropiado para ver si una intervención tiene un efecto en los cambios a nivel de sujeto en los resultados. 

## Usos prácticos
Los experimentos de campo ofrecen a los investigadores una forma de probar teorías y responder preguntas con mayor validez externa porque simulan sucesos del mundo real. Algunos investigadores sostienen que los experimentos de campo son una mejor protección contra posibles sesgos y estimadores sesgados. Además, los experimentos de campo pueden actuar como puntos de referencia para comparar datos de observación con resultados experimentales. El uso de experimentos de campo como puntos de referencia puede ayudar a determinar los niveles de sesgo en los estudios observacionales y, dado que los investigadores a menudo desarrollan una hipótesis a partir de un juicio a priori, los puntos de referencia pueden ayudar a agregar credibilidad a un estudio. Mientras que algunos argumentan que el ajuste de covariables o los diseños coincidentes podrían funcionar igual de bien para eliminar el sesgo, los experimentos de campo pueden aumentar la certeza al desplazar el sesgo variable omitido porque asignan mejor los factores observados y no observados.
Los investigadores pueden utilizar métodos de aprendizaje automático para simular, repesar y generalizar datos experimentales. Esto aumenta la velocidad y la eficiencia de la recopilación de resultados experimentales y reduce los costos de implementación del experimento. Otra técnica de vanguardia en experimentos de campo es el uso del diseño de bandido multi armado, incluye diseños adaptativos similares en experimentos con resultados variables y tratamientos variables a lo largo del tiempo.

## Limitaciones
Existen limitaciones y argumentos en contra del uso de experimentos de campo en lugar de otros diseños de investigación (por ejemplo, experimentos de laboratorio, experimentos de encuestas, estudios de observación, etc.) Dado que los experimentos de campo necesariamente tienen lugar en un entorno geográfico y político específico, existe la preocupación de extrapolar los resultados para formular una teoría general sobre la población de interés. Sin embargo, los investigadores han comenzado a encontrar estrategias para generalizar efectivamente los efectos causales fuera de la muestra comparando los entornos de la población tratada y la población externa, accediendo a la información de un tamaño de muestra más grande y contando y modelando la heterogeneidad de los efectos del tratamiento dentro de la muestra. Otros han utilizado técnicas de bloqueo de covariables para generalizar desde poblaciones de experimentos de campo a poblaciones externas.
Los problemas de incumplimiento que afectan a los experimentos de campo (tanto el incumplimiento unilateral como el bilateral) pueden ocurrir cuando los sujetos asignados a un determinado grupo nunca reciben su intervención asignada. Otros problemas para la recopilación de datos incluyen el desgaste (donde los sujetos que son tratados no proporcionan datos de resultados) que, bajo ciertas condiciones, sesgarán los datos recopilados. Estos problemas pueden conducir a un análisis de datos impreciso; sin embargo, los investigadores que usan experimentos de campo pueden usar métodos estadísticos para calcular información útil incluso cuando ocurren estas dificultades.
El uso de experimentos de campo también puede generar preocupaciones sobre la interferencia entre los sujetos. Cuando un sujeto o grupo tratado afecta los resultados del grupo no tratado (a través de condiciones como el desplazamiento, la comunicación, el contagio, etc.), los grupos no tratados pueden no tener un resultado que sea el verdadero resultado no tratado. Un subconjunto de interferencia es el efecto indirecto, que ocurre cuando el tratamiento de los grupos tratados tiene un efecto en los grupos vecinos no tratados. 
Los experimentos de campo pueden ser costosos, llevar mucho tiempo, difíciles de replicar y plagar con dificultades éticas. Los sujetos o las poblaciones pueden socavar el proceso de implementación si existe una percepción de injusticia en la selección del tratamiento (por ejemplo, en experimentos de 'impuesto negativo sobre la renta' las comunidades pueden presionar para que su comunidad obtenga una transferencia de efectivo para que la asignación no sea puramente aleatoria). Existen limitaciones para recopilar formularios de consentimiento de todos los sujetos. Los camaradas que administran intervenciones o recopilan datos podrían contaminar el esquema de aleatorización. Los datos resultantes, por lo tanto, podrían ser más variados: mayor desviación estándar, menor precisión y exactitud, etc. Esto lleva al uso de muestras de mayor tamaño para las pruebas de campo. Sin embargo, otros argumentan que, aunque la replicabilidad es difícil, si los resultados del experimento son importantes, entonces existe una mayor posibilidad de que el experimento se repita. Además, los experimentos de campo pueden adoptar un diseño de "cuña escalonada" que eventualmente dará acceso a toda la muestra a la intervención en diferentes horarios. Los investigadores también pueden diseñar un experimento de campo ciego para eliminar las posibilidades de manipulación. 

## Ejemplos
La historia de los experimentos en el laboratorio y en el campo ha dejado impactos de larga data en las ciencias físicas, naturales y de la vida. Los experimentos de campo de uso moderno tienen raíces en la década de 1700, cuando James Lind utilizó un experimento de campo controlado para identificar un tratamiento para el escorbuto.
Otros ejemplos categóricos de ciencias que usan experimentos de campo incluyen: 
- Los economistas han utilizado experimentos de campo para analizar la discriminación (por ejemplo, en el mercado laboral,[18][19] en la vivienda,[20] en la economía compartida,[21] en el mercado crediticio[22] o en la integración[23]), programas de atención médica,[24] recaudación de fondos caritativos,[25] educación,[26] agregación de información en mercados y programas de microfinanzas.[27]
- Los ingenieros a menudo realizan pruebas de campo de productos prototipo para validar las pruebas de laboratorio anteriores y obtener comentarios más amplios.
- La geología tiene una larga historia de experimentos de campo, desde la época de Avicena.
- Los experimentos de campo de antropología se remontan al estudio de Biruni sobre la India.[28]
- La psicología social tiene figuras pioneras que utilizaron experimentos de campo, incluidos Kurt Lewin y Stanley Milgram.
- El investigador de ciencias agrícolas RA Fisher analizó datos experimentales aleatorizados reales de "campo"[29] para cultivos.
- El investigador de Ciencias Políticas, Harold Gosnell, realizó un experimento de campo temprano sobre la participación de los votantes en 1924 y 1925.[30]